# 2024 في مصر
تحتوي هذه المقالة على أهم الأحداث التي شهدتها مصر في 2024، إضافة إلى أهم الشخصيات المصرية المولودة والمتوفية في هذه السنة.

## الحُكم
- الرئيس ـ عبد الفتاح السيسي.
- رئيس الحكومة ـ مصطفى مدبولي.
- وزير الداخلية ـ محمود توفيق.

- ابتدأ من 3 يونيو 2024 - وزارة مصطفى مدبولي الثانية

## الأحـداث

#### يناير
- 11: استضافة قمة فوربس الشرق الأوسط Under30 في مدينة الجونة.[1]
- 16 أكتوبر 2024 - أصدر الرئيس المصري عبد الفتاح السيسي قرارا بتعيين اللواء حسن محمود رشاد رئيسا لجهاز المخابرات العامة، خلفا للواء عباس كامل. وأدى حسن رشاد، اليمين القانونية رئيساً للجهاز أمام الرئيس عبد الفتاح السيسي.[2][3][4]

## رياضة
- 19 مايو - تُوج نادي الزمالك المصري بلقب كأس الاتحاد الإفريقي للمرة الثانية في تاريخه عقب فوزه على ضيفه فريق نادي النهضة البركانية المغربي بهدف دون رد، على استاد القاهرة الدولي.[5]
- ميداليات مصر في الألعاب الأولمبية الصيفية 2024.
  - أحمد الجندي، ميدالية ذهبية في مسابقة الخماسي الحديث مع تحطيمه الرقم القياسي العالمي.
  - سارة سمير، الميدالية الفضية في منافسات رفع الأثقال، وزن 81 كجم.
  - محمد السيد الميدالية البرونزية في منافسات سلاح الـ"ايبيه".

## وفـيات

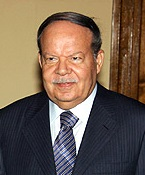
أحمد فتحي سرور

شيرين سيف النصر

صلاح السعدني

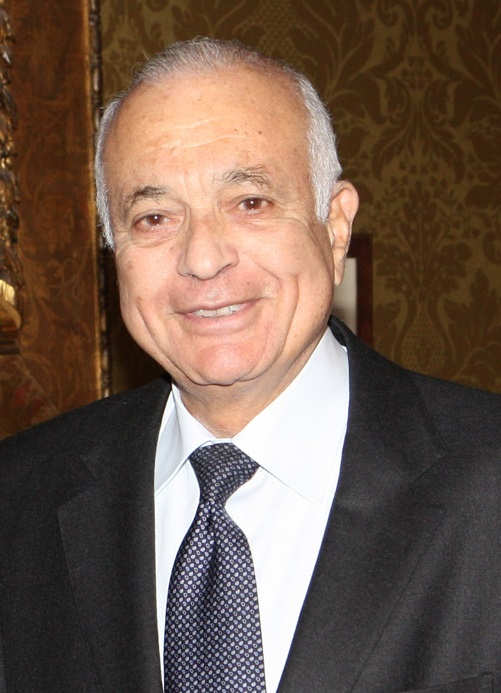
نبيل العربي

حسن يوسف (ممثل)

مصطفى فهمي

نبيل الحلفاوي

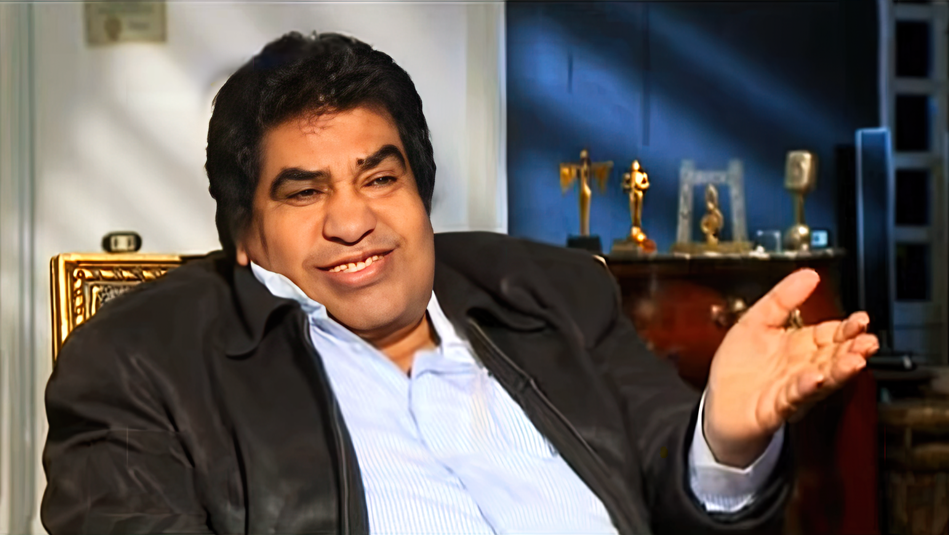
أحمد عدوية

بشير الديك

- 10 يناير - إبراهيم عبد الغني (مقرئ)، القارئ بالإذاعة والتليفزيون.
- 13 يناير - عبده زايد، ناقد وعالم بلاغي (77 سنة).
- 26 يناير - العامري فاروق، سياسي ووزير ورجل أعمال (53 سنة).

- 4 فبراير - حازم حسني، عالم سياسة وناشط سياسي (73 سنة).
- 7 فبراير - مجدي نجيب، شاعر وفنان تشكيلي (88 سنة).
- 14 فبراير - محمود المسلمي كبير المذيعين بهيئة الإذاعة البريطانية «بي بي سي» (76 سنة).

- 1 مارس - حلمي بكر، مُلحن (86 سنة).
- 3 مارس - منير ثابت، مسؤول رياضي وعسكري (87 سنة).
- 4 مارس - جميل برسوم، مُمثل مصري.
- 7 مارس ـ محمد عبد الجواد منصور، كاتب صحفي مصري.
- 10 مارس ـ أحمد المحلاوي، داعية (98 سنة).
- 13 مارس ـ حمدي السيد، طبيب وسياسي مصري.
- 14 مارس ـ جمال عبد الهادي، عالم مسلم ومُؤرِّخ مصري.
- 23 مارس ـ محمد القصبي، كاتب صحفي (مدير تحرير جريدة الأخبار المسائي) (73سنة).
- 24 مارس ـ محمد قشطة، ممثل.
- 24 مارس ـ أيمن مجدي، بطل العالم في كمال الأجسام.
- 26 مارس ـ سعيد الهوا، مطرب شعبي.
- 30 مارس ـ أسامة الشاذلي، كاتب روائي (51 سنة).
- 31 مارس ـ أحمد عزت، أحد أبطال تعويم السفينة البنمية إيفر جيفين التي جنحت في القناة وعطلت الملاحة لمدة أيام.

- 6 أبريل ـ أحمد فتحي سرور، رئيس مجلس الشعب المصري الأسبق (91 سنة).
- 13 أبريل ـ شيرين سيف النصر، مُمثلة (56 سنة).
- 19 أبريل - صلاح السعدني، مُمثل (80 سنة).
- 24 أبريل - سعيد الشيشيني، لاعب كرة قدم.
- 29 أبريل - عصام الشماع، مخرج وكاتب سيناريو (68 سنة).
- 23 ابريل - تامر عبدالحميد، كاتب سيناريو وصانع أفلام.

- 2 مايو - عبد الخالق عياد، عضو مجلس الشيوخ.
- 15 مايو - هشام عرفات، مهندس وسياسي.

- 3 يونيو - سعيد عبد العظيم، من مشايخ الدعوة السلفية (71 سنة).
- 11 يونيو - فاروق صبري، كاتب ومنتج (88 سنة).
- 2 يونيو - محمد حاكم، رسام هزلي (90 سنة).

- 6 يوليو - محمد حاكم، رسام هزلي (90 سنة).
- 6 يوليو - أحمد رفعت، لاعب كرة قدم (31 سنة).
- 6 يوليو - محمد حاكم، رسام هزلي مصري.
- 17 يوليو - شريف بدر الدين، سيناريست (45 سنة).
- 17 يوليو - تامر ضيائي، ممثل (49 سنة).
- 18 يوليو - عبد المنعم يونس، أديب وناقد (88 سنة).
- 18 يوليو - محمد علي محجوب، سياسي وكاتب (84 سنة).
- 21 يوليو - أحمد فرحات، ممثل (73 سنة).
- 22 يوليو - محمد فريد التهامي، مسؤول وعسكري (77 سنة).
- 27 يوليو - مروان سعد محمد عبد العال مكادي، بطل الجمهورية في الجمباز (14 سنة).

- 1 اغسطس - حسام شوقي، منتج فني.
- 5 أغسطس - محمود بندق، ممثل.
- 9 أغسطس - أحمد عمر، من روَّاد صِحافة الأطفال.
- 9 أغسطس - صلاح حسني، لاعب ومدير كرة قدم.
- 16 أغسطس - محمد بسيوني، ممثل.
- 19 أغسطس - سمية رمضان، أكاديمية وكاتبة.
- 22 أغسطس - ريم حامد، الدكتوراه المصرية في مجال التكنولوجيا الحيوية ماتت في فرنسا.
- 26 أغسطس - نبيل العربي، سياسي ووزير (89 سنة).
- 30 أغسطس - جاكلين الزقازيقي، مذيعة.

- 3 سبتمبر - أحمد همام، كبير مذيعي إذاعة القرآن الكريم.
- 7 سبتمبر - حلمي التوني، فنان تشكيلي (90 سنة).
- 8 سبتمبر - طارق علي حسن، ملحن وموسيقي (86 سنة).
- 11 سبتمبر - إيهاب جلال، لاعب ومدرب كرة قدم (57 سنة).
- 14 سبتمبر - ناهد رشدي، ممثلة (68 سنة).
- 26 سبتمبر - حمادة عبد الحليم، ممثل.
- 29 سبتمبر - عصمت دندش، باحثة ومؤرِّخة ومحقِّقة مصرية - مغربية.

- 2 أكتوبر - محمد محمد الشحات، شاعر (70 سنة).
- 5 أكتوبر - مدحت بشاي، كاتب (71 سنة).
- 9 أكتوبر - محمد عبد المجيد (ملحن مصري)، ملحن.
- 9 أكتوبر - أحمد عجيبة، مُخرج.
- 9 أكتوبر - حسن عاكف، شيخ منظمي الحفلات.
- 14 أكتوبر - سمير نوح، قائد عسكري حرب أكتوبر (75 سنة).
- 18 أكتوبر - أحمد علي موسى، كاتب وشاعر غنائي.
- 21 أكتوبر - شحتة الإسكندراني، لاعب كرة قدم (80 سنة).
- 26 أكتوبر - شريفة ماهر، ممثلة (92 سنة).
- 29 أكتوبر - حسن يوسف، مُمثل (90 سنة).
- 30 أكتوبر - مصطفى فهمي، ممثل (82 سنة).

- 7 نوفمبر - زغلول وهبة، قائد عسكري (صائد الطائرات حرب أكتوبر).
- 10 نوفمب - محمد إبراهيم أبو سنة، شاعر (87 سنة).
- 21 نوفمبر - عادل الفار، ممثل (62 سنة).
- 23 نوفمبر - محمد رحيم، مُلحن (44 سنة).
- 30 نوفمبر - جودت الملط، رئيس الجهاز المركزي للمحاسبات (89 سنة).

- 12 ديسمبر - صلاح الدين الهادي، عالم لغوي (89 سنة).
- 14 ديسمبر - سيد الفيومي، ممثل ().
- 15 ديسمبر - نبيل الحلفاوي، ممثل (77 سنة).
- 18 ديسمبر - روفائيل بولس، رئيس حزب مصر القومى ().
- 18 ديسمبر - يحيى القزاز، معارض سياسي (68 سنة).
- 19 ديسمبر - مهدي عويس، مالك قناة بانوراما دراما (79 سنة).
- 22 ديسمبر - يوسف ندا، رجل اعمال (93 سنة).
- 29 ديسمبر - أحمد عدوية، مغني (79 سنة).
- 30 ديسمبر - ناصر عارف، مُلحن.
- 31 ديسمبر - بشير الديك، مُخرج (80 سنة).